# Espadarana callistomma
Espadarana callistomma es una especie de anfibio anuro de la familia Centrolenidae.

## Distribución geográfica
Esta especie habita entre los 30 a 500 m sobre el nivel del mar en:
- Ecuador en las provincias de Esmeraldas y Carchi;
- Colombia en los departamentos del Valle del Cauca y Chocó.[3]

## Publicación original
- Guayasamin & Trueb, 2007: A new species of Glassfrog (Anura: Centrolenidae) from the lowlands of northwestern Ecuador, with comments on centrolenid osteology. Zootaxa, n.º 1447, p. 27-45[4]